# El Cabellal, Papantla
El Cabellal är en ort i Mexiko.   Den ligger i kommunen Papantla och delstaten Veracruz, i den sydöstra delen av landet, 220 km nordost om huvudstaden Mexico City. El Cabellal ligger 189 meter över havet och antalet invånare är 706.
Terrängen runt El Cabellal är platt åt sydost, men åt nordväst är den kuperad. El Cabellal ligger uppe på en höjd. Runt El Cabellal är det ganska tätbefolkat, med 179 invånare per kvadratkilometer. Närmaste större samhälle är Poza Rica de Hidalgo, 10,4 km väster om El Cabellal. Trakten runt El Cabellal består till största delen av jordbruksmark.